# John Strong (marin)
John Strong était un marin anglais qui, selon les Britanniques, aurait effectué le premier débarquement enregistré dans les îles Malouines.
Strong, commandant du HMS Welfare, était parti d’Angleterre, en octobre 1689, à destination des ports chiliens et péruviens du Pacifique.
Il découvre le détroit entre les deux principales îles des îles Malouines, qu’il nomma détroit des Falkland en hommage à Anthony Cary, 5e vicomte de Falkland, un des propriétaires du  Welfare. Plus tard, les Britanniques adoptèrent le nom de Falkland pour l'ensemble de l'archipel.
Le 27 janvier 1690, il réalise le premier débarquement enregistré dans les îles Malouines, afin de se ravitailler en phoques et en manchots. L'expédition continua à travers le détroit de Magellan,.